# Богдановка (Нефтегорский район)
Богда́новка — село в Нефтегорском районе Самарской области России. Административный центр сельского поселения Богдановка.

## География
Село находится в юго-восточной части Самарской области, в пределах Сыртовой равнины Низменного Заволжья, в степной зоне, на берегах реки Чапаевка, на расстоянии примерно 27 км (по прямой) к юго-западу от города Нефтегорск, административного центра района. Абсолютная высота — 67 м над уровнем моря.
Климат
Климат характеризуется как континентальный, засушливый, с жарким летом и холодной малоснежной зимой. Среднегодовая температура воздуха — 4,6 °С. Средняя температура воздуха самого тёплого месяца (июля) — 20,8 °C (абсолютный максимум — 39 °C); самого холодного (января) — −12,2 °C (абсолютный минимум — −43 °C). Среднегодовое количество атмосферных осадков составляет 567 мм, из которых большая часть (344 мм) выпадает в период с апреля по октябрь. Снежный покров образуется в конце ноября и держится в течение 149 дней.
Часовой пояс
Село Богдановка, как и вся Самарская область, находится в часовой зоне МСК+1. Смещение применяемого времени относительно UTC составляет +4:00.

## Население
| 2010 |
| ---- |
| 1424 |

Половой состав
По данным Всероссийской переписи населения 2010 года в гендерной структуре населения мужчины составляли 47,6 %, женщины — соответственно 52,4 %.
Национальный состав
Согласно результатам переписи 2002 года, в национальной структуре населения русские составляли 94 % из 1319 чел.

## Известные уроженцы
- Панчиков, Василий Иванович (1925—1944) — советский военнослужащий, младший сержант, Герой Советского Союза.